# Spodnje Rute, Bekštanj
Spodnje Rute (nemško Untergreuth) je naselje v Občini Bekštanj v Okraju Beljak-dežela na Koroškem v Avstriji.